# María Teresa Merciadri
María Teresa Merciadri (Córdoba, 21 de diciembre de 1913-Ibidem, 12 de enero de 2015) fue una abogada y activista por los derechos de las mujeres argentina.

## Trayectoria
Merciadri fue en 1931 la única mujer en cursar la carrera de abogacía en la Facultad de Derecho de la Universidad Nacional de Córdoba. Fue electa por la Unión Cívica Radical del Pueblo como diputada de la provincia de Córdoba (1963-1967) siendo destituida de su cargo por el Golpe de Estado en Argentina de 1966 contra Arturo Umberto Illia. 
Durante la llamada Revolución Argentina se expropiaron la mayoría de las sedes de los partidos políticos y durante ese periodo la casa de Merciadri de Morini de la calle San Juan al 600, donde también funcionaba su estudio, se convirtió en el Comité Provincial de la Unión Cívica Radical, lugar que pasó a ser el centro político del radicalismo cordobés. Fue elegida diputada en 1973, terminando por segunda ocasión un golpe militar su mandato legislativo elegido democráticamente, en 1976.
Entre 1983 y 1989 fue designada por Raul Alfonsín como subsecretaria de Culto y subsecretaria de Derechos Humanos del Ministerio de Relaciones Exteriores de la Nación con rango de Embajadora extraordinaria y plenipotenciaria. En 1991 luchó junto a Margarita Malharro de Torres y Florentina Gómez Miranda por la Ley de cupo femenino en Argentina. El incumplimiento de dicha ley causó que Merciadri acudiera ante la Comisión Interamericana de Derechos Humanos en 1994, resultando admitida su petición y el fallo en su favor en 1998.
Militó desde 1957 en la UCR, siendo la primera presidenta del radicalismo cordobés. También fue una de las fundadoras del Movimiento de Renovación y Cambio que lidero Raúl Alfonsín.
Como profesional ejerció, en la mayoría de las veces en forma gratuita, como defensora de obreros y estudiantes perseguidos por las dictaduras.
El 23 de septiembre de 2010 el Congreso de la Nación Argentina le rindió un homenaje en reconocimiento a su activismo por los derechos de las mujeres.
Falleció el 12 de enero de 2015 en su natal Córdoba.